# Alfonso Taracena
Alfonso Taracena Quevedo (Cunduacán, Tabasco; 10 de enero de 1896 - Ciudad de México, 25 de diciembre de 1995) fue un historiador y periodista mexicano, escritor de La verdadera historia de la Revolución mexicana, que consta de 19 tomos. Es uno de los principales autores mexicanos acerca de la Revolución maderista.

## Semblanza biográfica
Hijo de Rosendo Taracena Padrón, profesor y hombre ilustre de Cunduacán y Carmen Quevedo, realizó sus primeros estudios en su ciudad natal, en la escuela "Melchor Ocampo" la cual era dirigida por su padre, quien editaba un periódico llamado El Recreo Escolar donde publicó sus primeras notas. Su primer libro fue La peregrinación azteca a la edad de 11 años, teniendo un tiraje de 10 ejemplares.
Continuó sus estudios en Villahermosa, Tabasco cursando la preparatoria en el Instituto Juárez, donde tuvo de maestro de literatura a Lorenzo Calzada y de historia a Justo Cecilia quienes lo impulsaron a escribir en diversos periódicos de Tabasco como Tabasco Gráfico y La Voz del Estudiante se instaló muy joven en la Ciudad de México, para estudiar la carrera de Derecho, la cual abandona tiempo después por la situación económica del país, pues este se encontraba en plena Revolución mexicana. Entra a trabajar como redactor en El Universal el mismo día que comenzó a ser voceado en la capital; posteriormente fue editor y colaborador de periódicos como Excélsior, El Universal y Novedades.

## Obras
Publicó más de sesenta obras en toda su vida. A continuación se listan algunas:
| - La peregrinación azteca (1909) - Dos coronas (1968) - Bajo el fuego de Helios (1928) - Cuentos frente al mar (1929) - En el vértigo de la Revolución mexicana (1930) - Diez personajes extravagantes (1931) - Mexicanas modernas (1932) - La tragedia zapatista (1932) - Francisco I. Madero y la verdad (1934) - Carranza contra Madero (1934) - Autobiografía. Cuentos (1935) - Mi vida en el vértigo de la revolución (1936) - Los abrazados. Novela (1937) - Madero. Vida del hombre y político (1938) - Lecciones de historia hispanoamericana (1938) - Viajando con Vasconcelos (1938) - Madero. El héroe cívico (1946) - Los vasconcelistas sacrificados en Topilejo (1958) - La labor social del presidente Madero (1959) - Cartas políticas de José Vasconcelos (1959) - Madero, víctima del imperialismo yanqui (1960) - Errores en la historia de Jesús Silva Herzog (1962) - Venustiano Carranza (1963) | - La verdadera Revolución mexicana. Primera etapa (1911-1913) - La verdadera Revolución mexicana. Segunda etapa (1913-1914) - La verdadera Revolución mexicana. Tercera etapa (1914-1915) - La verdadera Revolución mexicana. Cuarta etapa (1915-1916) - La verdadera Revolución mexicana. Quinta etapa (1916-1918) - La verdadera Revolución mexicana. Sexta etapa (1918-1920) - La verdadera Revolución mexicana. Séptima etapa (1920-1921) - La verdadera Revolución mexicana. Octava etapa (1921-1923) - La verdadera Revolución mexicana. Novena etapa (1923-1924) - La verdadera Revolución mexicana. Décima etapa (1924-1925) - La verdadera Revolución mexicana. Undécima etapa (1925-1926) - La verdadera Revolución mexicana. Décima segunda etapa (1926-1927) - La verdadera Revolución mexicana. Décima tercera etapa (1927-1928) - La verdadera Revolución mexicana. Décima cuarta etapa (1928-1929) - La verdadera Revolución mexicana. Décima quinta etapa (1929-1930) - La verdadera Revolución mexicana. Décima sexta etapa (1930) - La verdadera Revolución mexicana. Décima séptima etapa (1931) - La verdadera Revolución mexicana. Décima octava etapa (1932) - La revolución desvirtuada, (Continuación de la verdadera Revolución mexicana) en cuatro tomos (1933, 1934, 1935 y 1936) |